# Anita Sarkeesian
Anita Sarkeesian (Canada, 1984) is een Canadees-Amerikaans blogger, vlogger, mediacriticus en feministe. Ze is de oprichtster van de blog Feminist Frequency waarin ze artikelen en video's plaatst over vrouwen in games en films.

## Leven
Haar ouders zijn Armeniërs uit Irak die in de jaren zeventig naar Canada emigreerden. Sarkeesian heeft zowel de Amerikaanse als Canadese nationaliteit. Ze studeerde communicatiewetenschap aan de California State University Northridge en studeerde af in Social and Political Thought aan York University. Haar doctoraalscriptie heette I’ll Make a Man Out of You: Strong Women in Science Fiction and Fantasy Television.

## Tropes vs women
Aan het eind van haar studie in 2009 plaatste Sarkeesian de eerste video's op YouTube met een feministische kritiek op de manier waarop vrouwen worden voorgesteld in populaire cultuur. Dit was het begin van haar YouTube-kanaal Feminist Frequency. Als onderdeel van dit kanaal maakte ze in 2011 een serie (zes) video's onder de titel Tropes vs women. In deze videoserie beschreef ze zes archetypes van vrouwenstereotypes in films en stripverhalen.
In 2012 maakte ze een vervolg op deze serie onder de titel Tropes vs women in videogames. In deze video's bespreekt Sarkeesian een aantal vrouwonvriendelijke standaardthema's in games, zoals de Damsel in distress (waarbij de vrouw altijd gered of beschermd moet worden) of de vrouw als simpel achtergrondbeeld. Op 4 juni 2012 lanceerde ze een kickstarter-campagne om de productie van deze videoserie te financieren. Binnen 24 uur behaalde ze de benodigde $6.000. Uiteindelijk ontvangt ze $158.917 voor haar crowdfundingcampagne.
Binnen een aantal dagen na de start van het kickstarter-project begon een online treitercampagne en ontving Sarkeesian doodsbedreigingen en haatmails. Een aantal videogameliefhebbers vond de analyses van misogynie in de Tropes vs Women in videogames-video's onterecht en onnodig.
Op 7 juni 2012 plaatste ze op haar website een voorbeeld van de vele commentaren die ze ontving op de video's op haar YouTube-kanaal. Op 10 juni 2012 liet Sarkeesian weten dat ook haar Engelstalige Wiki-pagina werd gevandaliseerd. Op 5 juli 2012 werd een flash game “Beat Up Anita Sarkeesian” online geplaatst. Deze werd de dag erna al verwijderd.

## Gamergate
In augustus 2014 werden gamedevelopers Zoë Quinn en Brianna Wu het doelwit van online seksistische aanvallen en doodsbedreigingen. Onder de hashtag #Gamergate werden beide vrouwen online lastiggevallen. Toen Sarkeesian tijdens deze online treitercampagnes en bedreigingen een nieuwe Tropes vs Women in videogames-video online plaatste, werd ook zij een doelwit van Gamergate.
Zo dreigde een onbekend persoon in een e-mail om tijdens een lezing van Sarkeesian aan de Utah State University aanwezigen dood te schieten. De bedreiger refereert in zijn e-mail aan een grote schietpartij aan de École Polytechnique in Montreal in 1989. Tijdens deze schietpartij schoot de dader - gemotiveerd door anti-feminisme - veertien vrouwelijke studenten dood. De anonieme e-mailer dreigt tijdens de lezing van Sarkeesian de grootste dodelijke schietpartij te veroorzaken op de Utah State University en het nabijgelegen vrouwencentrum. De rector van de USU verklaart dat er geen gevaar dreigt. Sarkeesian annuleert de lezing omdat vanwege de wapenwet in de staat Utah er niet gecontroleerd kan worden of bezoekers van de lezing onzichtbaar wapens bij zich dragen.
In september 2014 startte de FBI een onderzoek naar de vele online bedreigingen en doodsbedreigingen die Sarkeesian ontving via verschillende socialemediakanalen. Sarkeesian had inmiddels haar huis verlaten en was ondergedoken.

## Ordinary women
Op 8 maart 2016 startte Sarkeesian een nieuwe crowdfundingcampagne om haar nieuwe videodocumentaireserie Ordinary women te financieren. In deze serie verbeeldt Sarkeesian de verhalen van zes verschillende geëmancipeerde historische vrouwen, zoals Emma Goldman, Ada Lovelace en Ida Wells.

## Waardering
Ze ontving in 2013 een prijs van de National Academy of Video Game Trade Reviewers. In 2014 ontving ze de Game Developers Choice Ambassador Award en werd ze genomineerd voor Microsofts Women in Games Ambassador Award. Time Magazine noemde haar in 2015 een van de honderd meest invloedrijke personen.
In 2015 noemde Time Magazine Sarkeesian een van de dertig invloedrijkste personen op het internet omdat ze op luide wijze het seksisme in de gaming-industrie bekritiseerde. Later werd Sarkeesian door Time Magazine ook genoemd als een van de honderd belangrijkste personen van 2015.